# Tondach
Tondach (în traducere acoperiș din lut) este o companie producătoare de țigle ceramice din Austria. Compania deține 34 de fabrici în 11 țări și produce anual 500 milioane de țigle și 305 milioane cărămizi.
Compania este prezentă și în România, din anul 2004, prin preluarea fabricii de țigle Cema din Sibiu.
Cifra de afaceri în 2008: 258 milioane Euro